# Qais Akbar Omar
Qais Akbar Omar, né le 18 novembre 1982 à Kaboul, est un écrivain afghan et américain. Son œuvre la plus connue, Kaboul était un vaste jardin (en), parue en français en 2014, est une autobiographie portant sur son enfance et adolescence en Afghanistan pendant les années 1992 à 2001, de la fin de l’occupation soviétique jusqu’à l’invasion américaine à la suite des attentats du 11 septembre, en passant par le régime des talibans.

## Biographie
Qais Akbar Omar est né à Kaboul le 18 novembre 1982, dans une famille aisée et éduquée. Son père est professeur de lycée et sa mère employée de banque. Sa famille exploite aussi depuis quatre générations un commerce de tapis, Kabul Carpets. Alors qu'il a dix ans, la guerre civile éclate en Afghanistan après le retrait des troupes soviétiques en 1989.
Fuyant la guerre et les combats de ville en ville, la famille de cinq enfants est sur les routes pendant une année. Durant ce périple mouvementé, ils échappent de peu à une inondation, campent dans une grotte creusée dans la tête d'un des bouddhas de Bamiyan et avec des nomades Kouchis. Au cours d'une étape, Qais Akbar Omar apprend l’art du tapis auprès d’une famille turkmène du voisinage. Après le retour de sa famille à Kaboul, alors que les talibans sont au pouvoir, il dirige une fabrique de tapis clandestine à son domicile,,.
En 1999, il est admis à l'Université de Kaboul où il étudie le journalisme et obtient son diplôme.
Plus tard, il travaille comme interprète pour l'armée américaine et pour les Nations Unies. Il été spécialiste du textile pour l'USAID et la Banque asiatique de développement, aidant les tisserands de tapis à travers l'Afghanistan.
En 2007, est invité à l’Université du Colorado en tant que chercheur invité. Il obtient un master en administration des affaires à l'Université Brandeis.
Qais Akbar Omar quitte le pays en 2012, craignant des représailles en raison de ses écrits politiques. pour s'installer aux États-Unis.
En 2014, il est diplômé de l'Université de Boston avec un Master of fine arts en écriture créative. En 2014-2015, il est boursier "Scholars at Risk Fellow" à l'Université Harvard,.
En septembre 2018, Qais Akbar Omar épouse Mai Wang, une émigrante chinoise rencontrée alors qu'il étudiait la création littéraire à l'Université de Boston.
Qais Akbar Omar est ambassadeur de bonne volonté de la Fondation Aschiana à Kaboul et de Initiative to Educate Afghan Women.

## Œuvres littéraire
La première œuvre littéraire de Qais Akbar Omar, l'essai A Talib in Love, est publiée en 2012 dans l'anthologie That Mad Game: Growing up in a War Zone.
Son autobiographie, A Fort of Nine Towers paraît en 2013. Elle est publiée en 2015 par Robert Laffont, sous le titre Kaboul était un vaste jardin, dans une traduction de Michel Faure. Il est publié dans plus de vingt langues,,,. Pour ce livre, il est finaliste du Massachusetts Book Award en 2014 et nommé pour le William Saroyan International Prize.
Qais Akbar Omar est co-auteur, avec l'écrivain Stephen Landrigan, de Shakespeare in Kabul. Une version augmentée de ce livre intitulée A Night in the Emperor's Garden: A True Story of Hope and Resilience in Afghanistan paraît en octobre 2015. Ce livre détaille la première représentation de Love's Labour's Lost de Shakespeare en dari, Afghanistan et comment un groupe d'acteurs et d'actrices se sont réunis pour en faire une représentation en 2005. C'est alors la première fois que des femmes apparaissent sur scène depuis trente ans. Les performances sont médiatisées dans de nombreux pays.
Qais Akbar Omar écrit également des articles pour de nombreux journaux, comme The Atlantic, The New York Times, The Cairo Review of Global Affairs, The Sunday Times, The Globe and Mail et The Southern Review.

## Publications

### En français
- Kaboul était un vaste jardin, histoire d'une famille afghane [« A Fort of Nine Towers »]  (trad. Michel Faure), Paris, Robert Laffont, 2014 (ISBN 2221133307)
- « Enfants des réseaux sociaux (Nouvelle) », The Markaz Review,‎ 5 juillet 2024 (lire en ligne)

### En anglais
- (en) « Reading Father: Trading Business », The Punch Magazine,‎ juillet 2015 (lire en ligne)
- (en) avec Stephen Landrigan, Shakespeare in Kabul, Haus Publishing, 2012
- (en) avec Stephen Landrigan, A Night in the Emperor's Garden: A True Story of Hope and Resilience in Afghanistan, Haus publishing, 2015